# DOXS RUHR

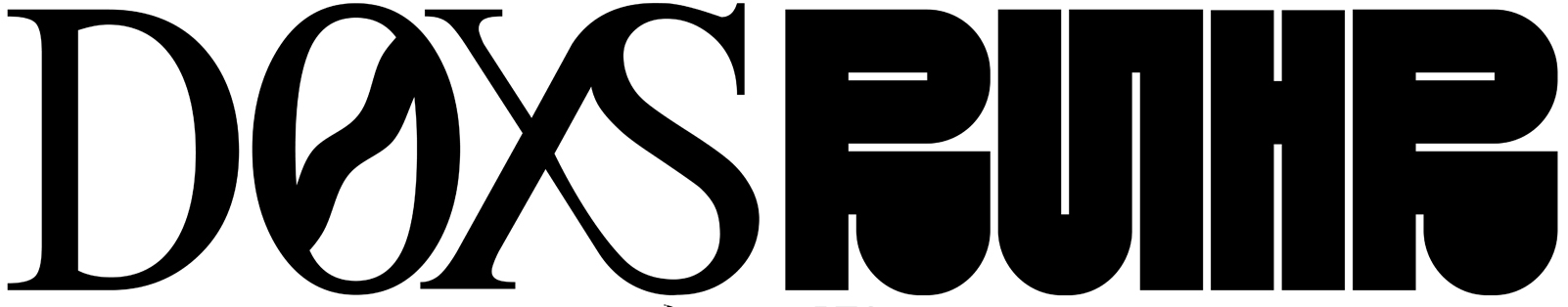
Das Logo des Filmfestivals DOXS RUHR

Doxs Ruhr (Eigenschreibweise DOXS RUHR) ist ein dezentrales Filmfestival, das künstlerische und experimentelle Dokumentarfilm-Kultur für junges Publikum präsentiert.
Zentrales Merkmal von DOXS RUHR ist der Fokus auf Diskurs und Vermittlung im Rahmen von Filmgesprächen oder filmpädagogischen Projekten. Das Festival agiert lokal und regional an fünf Standorten im Ruhrgebiet und kooperiert europaweit mit Partnern aus der Film- und Festivalszene. Neben einer Sektion für Schulen ist das von jungen Erwachsenen kuratierte außerschulische Angebot kino.for you ein zentraler Bestandteil der Aktivitäten. Zwei Preise, der ECFA DOC Award und der kino.for yaurr-Award, werden von einer internationalen Fachjury sowie von kino.for you-Juroren vergeben. Im Jahr 2024 wurde erstmals der GRAND PRIX RUHR auf dem Festival vergeben.
Veranstaltet wird DOXS RUHR von „Freunde der Realität. Verein zur Förderung des Dokumentarfilms für Kinder und Jugendliche e.V.“, Hauptförderer sind das Ministerium für Kultur und Wissenschaft des Landes NRW (Regionales Kulturprogramm NRW) und der Regionalverband Ruhr.

## Geschichte
2013 wurde erstmals eine individuelle Auswahl des Duisburger Dokumentarfilmfestivals doxs! für Kinder und Jugendliche in Anwesenheit der Regisseurinnen und Regisseure in Bochum und Dortmund präsentiert. In den folgenden Jahren wurde die Zusammenarbeit mit Kinos in Bottrop, Dinslaken, Essen, Gelsenkirchen und Moers ausgeweitet. „Man muss die Chancen dieses Ballungsraums nutzen. Davon profitieren die Schulen, die Kinos und auch die FilmemacherInnen“, formulierte Festival-Leiterin Gudrun Sommer. 
Nach zehn gemeinsamen Jahren fand 2022 die Kooperation mit doxs! ein Ende und DOXS RUHR wurde als eigenständiges Festival im Ruhrgebiet neu konturiert. Neben der Filmbildung finden nun verstärkt Themen wie Nachhaltigkeit, Diversität und Digitalität Eingang ins Programm. So wurde zum Auftakt der 10. Ausgabe des Festivals in der Bochumer KoFabrik ein Netzwerktreffen („Realities“) für TV-Verantwortliche, Festivalmacher und Produzenten aus zehn Ländern über Gegenwart und Zukunft des Kinderdokumentarfilms initiiert.
Der gemeinsam mit der Bundeszentrale für politische Bildung konzipierte Experten-Workshop „Make every image count“ untersuchte 2023 mit der Unterstützung von Medienwissenschaftlern, Datenschutz-Experten, Creatoren, Kunst- und Medienpädagogen sowie Filmwissenschaftlern den Einsatz von TikTok für Filmbildungsprozesse.
Daran anschließend fand im Jahr 2024 YES – Young European Realities, ein europäischer Think Tank der von DOXS RUHR mitgegründeten Initiative D4K in Bochum statt. Bei der Fachveranstaltung diskutierten Filmschaffende, Filmproduzenten und Medienwissenschaftler über Perspektiven und Entwicklungsmöglichkeiten des Kinderdokumentarfilms.
Neben dem Schulfilmprogramm und Pilotprojekten für Fachpublikum setzt DOXS RUHR seit 2022 verstärkt auf partizipative Formate in der Zusammenarbeit mit jungen Publika. Ein regionales Kuratoren-Netzwerk begleitet die außerschulischen Aktivitäten und konzipiert Programme zur Zukunft von Film- und Kinokultur aus der Perspektive junger Erwachsener im Alter zwischen 17 und 24 Jahren.

## Preise
Seit 2022 vergibt eine internationale Jury den ECFA DOC Award an den besten europäischen Kinderdokumentarfilm des DOXS RUHR-Festivals, der sich an ein Publikum zwischen 6 und 14 Jahren richtet. Eine Auszeichnung bei DOXS RUHR gilt zugleich als Nominierung für den ECFA DOC Award der Mitglieder auf der Berlinale. 
2023 wurde erstmals ein Filmpreis vom kino.for you-Kuratoren-Netzwerk vergeben. Der KinoForYaurr-Award würdigt „unkonventionelle Ästhetiken und die inhaltliche Auseinandersetzung mit Diversität und Repräsentation.“ Im Jahr 2024 führte DOXS RUHR den GRAND PRIX RUHR ein, als Auszeichnung für Filme, die – laut Ausschreibung – „für gesellschaftspolitische Debatten besonders wertvoll erscheinen.“

### Preisträger 2022
- ECFA DOC AWARD: The School By The Sea (NO 2021, 29‘) von Solveig Melkeraaen

### Preisträger 2023
- ECFA DOC AWARD: Ramboy (CH 2022, 30‘) von Matthias Joulaud und Lucien Roux
- KinoForYaurr-Award: „Neighbour Abdi“ (NL 2022, 29‘) von Douwe Dijkstra

### Preisträger 2024
- ECFA DOC AWARD: „Entres les autres“ (BE 2023, 23‘) von Marie Falys
- GRAND PRIX RUHR:  „No Crying at the Dinner Table“ (CA 2019, 16‘) von Carol Nguyen